# الیمپوس (شهر)
الیمپوس (به یونانی:Ὄλυμπος؛ لاتین: Olympus) یک محوطهٔ مسکونی در لیکیه باستان در استان آنتالیای ترکیه امروزی است.

## تاریخچه
تاریخ تاسیس شهر الیمپوس، بر اساس یک تابوت به قرن چهارم ق.م. و دوره هلنیستی نسبت داده شده است. شهر، نام خود را از کوه الیمپوس در مجاورت خود گرفته است.